# Erlmühle (Dentlein am Forst)
Erlmühle ist ein Gemeindeteil des Marktes Dentlein am Forst im Landkreis Ansbach (Mittelfranken, Bayern). Erlmühle liegt in der Gemarkung Dentlein a.Forst.

## Geografie
Das Dorf liegt am Leidenbach, ein linker Zufluss der Sulzach, und am Stockbach, der unmittelbar südlich des Ortes als rechter Zufluss in den Leitenbach mündet. Es bildet mit dem im Osten gelegenen Großohrenbronn eine geschlossene Siedlung. Im Südosten erhebt sich der Leitenbuck, im Westen grenzt die Hintere Forst an. Die Kreisstraße AN 53 führt nach Angerhof zur Staatsstraße 2220 (2,5 km südlich) bzw. nach Dentlein (2 km nördlich).

## Geschichte
Erlmühle lag im Fraischbezirk des ansbachischen Oberamtes Feuchtwangen. 1732 gab es 5 Anwesen (1 Mahl- und Sägemühle, 4 Güter). Die Dorf- und Gemeindeherrschaft und die Grundherrschaft über alle Anwesen stand dem oettingen-spielbergischen Oberamt Dürrwangen zu. An diesen Verhältnissen änderte sich bis zum Ende des Alten Reiches (1806) nichts. Von 1797 bis 1808 unterstand der Ort dem Justiz- und Kammeramt Feuchtwangen.
Mit dem Gemeindeedikt (frühes 19. Jahrhundert) wurde Erlmühle dem Steuerdistrikt und der Ruralgemeinde Dentlein zugewiesen.

### Baudenkmäler
In Erlmühle gibt es vier Baudenkmäler:
- Flurstraße 11: Kreuz mit hölzernem Corpus, 17. Jahrhundert.
- Kirchenstraße 12: Ehemaliger Einfirsthof mit Sägemühle, erdgeschossiger Massivbau mit tief heruntergezogenem Satteldach und angefügtem Sägewerksgebäude, im Kern 1475, Veränderungen 18./19. Jahrhundert.
- Kirchenstraße 19: Ehemaliges Bauernhaus, erdgeschossiger verputzter Einfirsthof mit Satteldach und Fachwerkgiebel, 18. Jahrhundert.
- Kirchenstraße 29: Kleinhaus, eingeschossiger Massivbau mit Satteldach, 1832.

### Einwohnerentwicklung
| Jahr      | 001818 | 001840 | 001861 | 001871 | 001885 | 001900 | 001925 | 001950 | 001961 | 001970 | 001987 | 002003 | 002017 |
| Einwohner | 82     | 102    | 207    | 192    | 166    | 182    | 184    | 227    | 269    | 262    | 332    | 263    | 274    |
| Häuser    | 17     | 26     |        |        | 36     | 36     | 40     | 46     | 49     |        | 93     |        |        |
| Quelle    | [ 10 ] | [ 11 ] | [ 12 ] | [ 13 ] | [ 14 ] | [ 15 ] | [ 16 ] | [ 17 ] | [ 18 ] | [ 19 ] | [ 20 ] | [ 21 ] | [ 1 ]  |

## Religion
Der Ort ist seit der Reformation gemischt konfessionell. Die Protestanten sind nach St. Ursula (Dentlein am Forst) gepfarrt, die Katholiken nach St. Peter und Paul (Halsbach), seit der zweiten Hälfte des 19. Jahrhunderts ist die Pfarrkuratie St. Raphael (Großohrenbronn) zuständig.